# Frito-Lay
Frito-Lay — американская дочерняя компания по производству пищевых продуктов (кукурузных чипсов, картофельных чипсов и т. п.), входящая в состав холдинга PepsiCo. Основными брендами, производимыми Frito-Lay, являются кукурузные чипсы Fritos, сырные палочки Cheetos, чипсы из тортильи Doritos и Tostitos, картофельные чипсы Lay's, Ruffles и Walkers, а также крендельки Rold Gold и сухарики Хрусteam. В 2009 году годовой объем продаж каждого бренда по всему миру превысил 1 миллиард долларов.

## История
В 1932 году 28-летний Чарльз Элмер Дулин из Сан-Антонио приобрел бизнес у местного производителя кукурузных чипсов за 100 долларов, которые одолжил у матери. С помощью родителей и брата, он начал делать кукурузные чипсы на кухне матери и продавать их из гаража по пять центов за пачку.
К моменту смерти Дулина в 1959 году The Frito Company уже имела фабрики в 18 городах.
В 1931 году Герман Лэй начал продавать картофельные чипсы из своего автомобиля, затем он стал производить попкорн. В 1939 году он основал H.W. Lay & Company в Атланте. К 1956 году у неё были фабрики в восьми городах.
В 1961 году The Frito Corporation объединилась с H. W. Lay & Company в компанию Frito-Lay, а в 1965 году Frito-Lay и The Pepsi-Cola Company образовали PepsiCo.

## Продукты питания
Здесь перечислены самые известные продукты, производимые данной компанией:
- Картофельные чипсы Lay’s
- Кукурузные чипсы из тортильи Doritos
- Кукурузные палочки Cheetos
- Крендели Rold Gold

…